# مومپاخ
مومپاخ (به لوکزامبورگی: Mompech) یک شهرداری در استان اشترناخ کشور لوکزامبورگ است که ۲۷٫۵۸ کیلومترمربع مساحت دارد و جمعیت آن در سال ۲۰۰۹ میلادی ۱۰۱۳ نفر بوده‌است.